# Dicée à tête écarlate
Dicaeum trochileum
Espèce
Statut de conservation UICN

 LC  : Préoccupation mineure
Le Dicée à tête écarlate (Dicaeum trochileum) est une espèce de passereau placée dans la famille des Dicaeidae.

## Habitat
Il habite les forêts humides tropicales et subtropicales de plaine et les mangroves.

## Répartition et sous-espèces
Selon la classification de référence du Congrès ornithologique international (15.1, 2025) :
- D. t. trochileum (Sparrman, 1789) — sud-est de Sumatra, Bangka, Bornéo, Java, Bali et îles Kangean ;
- D. t. stresemanni Rensch, 1928 — Lombok.